# Youssouf Sogodogo
Youssouf Sogodogo est un photographe malien né en 1955 à Sikasso, au Mali.

## Biographie
Youssouf Sogodogo a été diplômé en 1979 de l'Institut national des arts de Bamako en Dessin/Arts plastiques. Il a alors obtenu un poste à Gao, où il passe trois ans comme conseiller culturel à la Direction régionale de la jeunesse, des sports, des arts et de la culture (DRJSAC). Il est ensuite nommé directeur du Musée du Sahel de Gao, pour deux ans.
Youssouf Sogodogo retourne ensuite à Bamako, comme chef du Bureau culturel de la DRJSAC du District.
De 1986 à 2002, il travaille au Musée national du Mali comme chef de la section Conservation.
En 1989, Youssouf devient titulaire d'un diplôme de technicien de conservation et restauration du patrimoine culturel d'Afrique noire, obtenu en Italie (Université de Paris I et le Centre international d'études pour la conservation et la restauration des bien culturels). Il a, en 1997 et en 1999, enseigné des modules sur la conservation préventive dans les musées de l'Afrique sub-saharienne, à l'école du patrimoine africain de Porto-Novo au Bénin.
En 2002, il entre au Centre de formation en photographie de Bamako, renommé depuis Cadre de promotion pour la formation en photographie de Bamako, comme responsable du laboratoire argentique et formateur, jusqu'en 2005, l'année du démarrage du processus d'autonomisation du centre. Il est alors nommé Trésorier du Conseil d'administration de l'association Cadre de promotion pour la formation en photographie, créée pour gérer le Centre, et il devient ensuite Directeur de ce Centre.

## Expositions
- 2005 Forum Culturel du Blanc-Mesnil, France
- 2005 Maison Africaine de la Photographie, Bamako, Mali
- 2007 La Centrale Électrique - De Elektriciteitscentrale, Bruxelles, Belgique
- 2008 Kowasa Gallery, Barcelone, Espagne